# Rendezvous (2005)
Rendezvous ist ein deutscher Spielfilm von Alexander Schüler aus dem Jahr 2005. Das Kammerspiel ist mit Lisa Martinek, Sven Walser, Anika Mauer und Tim Lang besetzt, der auch das Drehbuch basierend auf dem gleichnamigen Theaterstück, das Lang unter dem Pseudonym Bob L. Sack schrieb.

## Handlung
Der Film handelt von dem Paar Anna und Walter, die ein gutsituiertes Leben in einer gemeinsamen luxuriösen Wohnung führen. Walter ist als Bank-Manager tätig, Anna stammt aus einem wohlhabenden Elternhaus.
Als Anna eines Tages überraschend vorzeitig nach Hause zurückkehrt, findet sie dort Walter vor, womit sie nicht gerechnet hatte, denn dieser sollte zu diesem Zeitpunkt eigentlich auf Geschäftsreise sein. Es entsteht zwischen den beiden ein Misstrauen, da Walter seinerseits auch Anna bei einem Besuch ihrer Mutter vermutete. Da in der Beziehung bereits seit einiger Zeit wenig Konsens über wichtige Themen und weitere Lebensplanung bestand, kommt es zu Auseinandersetzungen, besonders bezüglich des Themas „Nachwuchs“.
Plötzlich taucht Jost, ein gemeinsamer Freund des Paares auf, der eigentlich seine finanzielle Situation mit Walter alleine besprechen wollte. Er bleibt zum Essen. Währenddessen spitzt sich die Kommunikation zwischen Anna und Walter zu, die sich gegenseitig attackieren, beschimpfen und bloßstellen. Als Anna und Jost sich küssen, da sie sich von Walter unbeobachtet glauben, eskaliert die Situation vollends und Walter konfrontiert Jost mit der ausweglosen finanziellen Situation von Josts Speditionsfirma, die kurz vor dem Bankrott steht.
Im Anschluss an diese Szene kommt Yvonne, Josts Ehefrau, dazu und es wird bekannt, dass diese ein Verhältnis mit Walter hat. Die bereits angespannte Situation eskaliert, denn alle sind mittlerweile angetrunken und geben in ihren Gesprächen Geheimnisse preis, mit denen sich gegenseitig zutiefst verletzen. Nachdem beim Besuch der Sauna Walter und Yvonne Sex vor den Augen ihrer Ehepartner haben, ist danach nichts mehr wie zuvor.

## Produktion
Der mit einer DV Videokamera unter weitgehender Beachtung der Regeln des Dogma 95-Manifests gedrehte Film ist Schülers Debüt als Filmregisseur. Der Film hatte auf dem Filmfest München 2005 Premiere. Distributor des Films ist in Deutschland der Pandora Film Verleih.
Der Film wurde mit einem Budget von 50.000 Euro gedreht. Das Drehbuch erarbeitete Tim Lang, damals Schauspieler am Deutschen Theater, unter Mitwirkung des Dramaturgen Nikolai Hormeß sowie Alexander Schüler. Der Regisseur Alexander Schüler ist als Filmemacher und Regisseur Autodidakt. Die Dreharbeiten begannen im Oktober 2003 in Berlin. Die Postproduktion dauerte zwei Jahre.

## Rezeption
Der Film erhielt das „Prädikat wertvoll“, musste sich aber aus unerfindlichen Gründen mit mittelmäßigen Kritiken zufriedengeben.
kino.de schrieb: „Man setzt zwei Ehepaare, die sich gegenseitig betrügen in einen Raum und wartet ab, was passiert.“ „Die theaterhaften Dialoge werden keinesfalls theatralisch vorgetragen. Den Schauspielern gelingt es meistens, sie in das Medium Film zu übertragen, ohne dass man sich an ihrer Inszeniertheit stören würde.“ „‚rendevouz‘ ist etwas für Zuschauer, die bereit sind, sich auch mit den Untiefen menschlichen Handelns auseinander zu setzen und denen es nichts ausmacht, Theater auch mal auf der Leinwand zu erleben. Durch diese Trennung wird zwar die Radikalität der Handlung vermindert und Darsteller und Zuschauer auf einen Abstand gebracht, der es verhindert, dass sie sich wirklich nahe kommen.“
Bei filmbewertung.com hieß es: „Durch die fast schon dokumentarisch wirkende Handkamera und das intensive Schauspiel entsteht eine beklemmende Nähe zu den Figuren, die fast schon weh tut. Dabei ist die Atmosphäre kammerspielartig und spannungsreich aufgeladen. Als sich am Ende diese Spannung entlädt und eine einsame Entscheidung getroffen wird, bleibt der Betrachter irritiert zurück. Eine packende und verstörende Gesellschaftsstudie.“
Filmstarts wertete: „Nach ausdauernden Proben hat Schüler das Geschehen in langen Takes in nur 14 Tagen mehrfach abgedreht und dann in monatelanger Arbeit zusammengeschnitten. Nicht gerade die besten Voraussetzungen für einen spannenden Abend im Kino, wo Theater in etwa so überflüssig ist wie ein Tropf. Aber Schüler schafft es, seinen präzisen Darstellerleistungen und entlarvenden Dialogen genug filmspezifische Qualitäten hinzuzufügen, dass auch der Zuschauer vor der Leinwand und nicht nur vor der Bühne von dem intensiven Stück gefesselt wird.“
Der deutsche Filmdienst zog folgendes Fazit: „Im Stil von Edward Albees Wer hat Angst vor Virginia Woolf treffen in der gestylten Wohnung gut bürgerlicher Protagonisten zwei Paare aufeinander und zerfleischen sich im sich entspinnenden Dialog um Entäuschungen [sic] und Eifersucht, Betrug, Lüge und Leidenschaften gegenseitig. Der Low-Budget-Spielfilmdebüt entfaltet formal brillant ein klaustrophobisches, gnadenloses Kammerspiel mit hervorragenden Darstellern.“
Prisma.de meinte allerdings: „Ein Billigfilmchen der nervigen Art: Mit wackeliger Handkamera wird mit diesem Vier-Personen-Kammerspiel eine nicht schlüssige Konfrontation präsentiert, die zwar schauspielerisch akzeptabel, aber inszenatorisch unter aller Kanone ist. Hoffentlich dreht Quereinsteiger Alexander Schüler nicht noch weitere Werke!“